# Laena barkamica
Laena barkamica (лат.) — вид жуков-чернотелок рода Laena из подсемейства мохнатки (Lagriinae, Tenebrionidae). Эндемик Китая. Вид назван по месту обнаружения типовой серии: Barkam (Сычуань).

## Распространение
Китай: провинция Сычуань, Qionglai Shan, Mou Pi Shan, Barkam (3100—3700 м).

## Описание
Мелкие бескрылые жуки-чернотелки, длина тела от 3,8 до 5,0 мм. Отличается неокаймлённой переднеспинкой. Обитают в наземном лесном ярусе. Вид был впервые описан в 2008 году немецким колеоптерологом Вольфгангом Шваллером (Dr. Wolfgang Schawaller; Staatliches Museum für Naturkunde, Штутгарт, Германия).